# Mason (Ohio)
Mason es una ciudad ubicada en el condado de Warren en el estado estadounidense de Ohio. En el Censo de 2010 tenía una población de 30712 habitantes y una densidad poblacional de 635,31 personas por km².

## Geografía
Mason se encuentra ubicada en las coordenadas 39°21′7″N 84°18′8″O / 39.35194, -84.30222. Según la Oficina del Censo de los Estados Unidos, Mason tiene una superficie total de 48.34 km², de la cual 48.25 km² corresponden a tierra firme y (0.19%) 0.09 km² es agua.

## Demografía
Según el censo de 2010, había 30712 personas residiendo en Mason. La densidad de población era de 635,31 hab./km². De los 30712 habitantes, Mason estaba compuesto por el 85.12% blancos, el 3.3% eran afroamericanos, el 0.16% eran amerindios, el 8.98% eran asiáticos, el 0.11% eran isleños del Pacífico, el 0.79% eran de otras razas y el 1.54% pertenecían a dos o más razas. Del total de la población el 3.22% eran hispanos o latinos de cualquier raza.

## Deportes
En la localidad se encuentra el Lindner Family Tennis Center, sede del Masters de Cincinnati.